# 1234
سنة 1234 كانت سنة بسيطة تبدأ يوم الأحد (الرابط يظهر نموذج التقويم الكامل للسنة) من التقويم اليولياني.

## أحداث
- تأسيس مدينة إنسبروك وتقع حاليا في النمسا.

## مواليد
- أبو إسحاق إبراهيم بن يحيى.
- زين الدين ابن المنجا.

## وفيات
- عمر بن محمد الفرغاني - خطاط وشاعر وأديب وفقيه بغدادي.
- أبو الفتح الواسطي.
- بهاء الدين بن شداد.
- شهاب الدين عمر السهروردي.